# Pueblo Libertador
Pueblo Libertador (ex Colonia Berón de Astrada) es una localidad y municipio argentino, ubicada en el departamento Esquina de provincia de Corrientes. Se encuentra a 366 kilómetros de la capital provincial.

## Historia
Las tierras de Pueblo Libertador fueron dadas en propiedad en 1580 a Diego Ramírez, quien con Juan de Garay pasan por este lugar, desde Asunción del Paraguay para fundar Santa Fe. En 1590 la denomina Campo Redondo, siendo cabecera de una estancia de más de 400 mil hectáreas. En 1620 es vendida a los jesuitas. En 1767 al ser expulsados los jesuitas las tierras pasan a ser propiedad del Rey de España, quedando abandonado y usadas para vaquerías. En 1805 pasan a ser propiedad de Matías Carreras. En 1810 las mismas quedan bajo poder de la patria. Desde 1813 y hasta 1833 quedan bajo jurisdicción de la Provincia de Entre Ríos.
El 21 de noviembre de 1885 el gobernador Manuel Derqui mensura y divide el campo de Pago Redondo, cuyo nombre es cambiado el 22 de abril de 1887 a Colonia Derqui. El nombre vuelve a ser cambiado el 19 de marzo de 1895 por el gobernador Valentín Virasoro a Colonia Berón de Astrada, nombre que mantendría hasta 1953.
En 1941 se crea la primera Comisión de Fomento del lugar. 9 años más tarde, durante un año en homenaje a José de San Martín, se crea la Comisión Pro Pueblo Libertador, que inicia el trazado urbano. En 2000 la intervención federal designa nuevos límites para el municipio.

## Cultura
Desde 1988 se realiza de forma anual la Fiesta Provincial del Algodón, organizada por el Club Atlético Berón de Astrada.

## Ciudades hermanas
- Loma Linda, California, Estados Unidos[3]